# Trachytettix scaberrimus
Trachytettix scaberrimus is een rechtvleugelig insect uit de familie doornsprinkhanen (Tetrigidae). De wetenschappelijke naam van deze soort is voor het eerst geldig gepubliceerd in 1876 door Stål.